# Локальна змінна

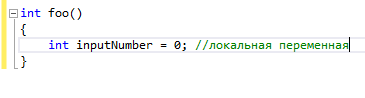
Приклад локальної змінної в середовищі Microsoft Visual Studio 2012

У програмуванні лока́льною змі́нною називають змінну, оголошену всередині блоку коду. Область видимості локальної змінної починається в точці її оголошення і закінчується в кінці цього блоку. Наприклад, у мові С локальними є змінні оголошені всередині функції або блоку (в С блоки обмежуються фігурними дужками { ... }).
Існують мови програмування, в яких локальну змінну можна оголосити тільки у функції, оскільки в цих мовах локальна змінна, оголошена в блоці, оголошується у функції безпосереднього розташування цього блоку.

## Організація в пам'яті
Локальні змінні в більшості мов зберігаються в стеку викликів. Це означає, що якщо функція рекурсивно викликає сама себе, то змінні кожен раз створюються заново і їм виділяється персональна пам'ять, а не записуються в одне і те ж місце.

### Обмеження
Локальна змінна обмежується тільки розміром пам'яті виділеної операційною системою або комп'ютером під стек.
Алголоподібні мови дозволяють необмежену вкладеність блоків і в кожному можуть бути свої локальні змінні.

## Галузь застосування
Локальні змінні уможливлюють рекурсію.
Змінні локальної області видимості використовують, щоб уникнути проблем з побічними ефектами, які можуть статися з глобальними змінними.
Мови програмування, які використовують виклик за значенням, виділяють кожній підпрограмі локальну область видимості з локальних змінними і локальною копією аргументів, переданих їй.
Локальною змінною є будь-який параметр функції (наприклад, у мові Сі), що не використовує посилань або покажчиків.

## Статичні локальні змінні
Статичні змінні — це особливий тип локальних змінних, доступний у багатьох популярних мовах (зокрема в C/C++, Visual Basic, VB.NET). Суть його в тому, що така змінна зберігає своє значення для наступних викликів функції. І в кожному виклику воно буде саме таким, яким було при виході з функції до цього.

## localу Perl
Perl має ключове слово, local, для «локалізації» змінних, але в цьому випадку, local означає не те, що більшість людей очікує від нього. Воно створює тимчасову змінну з обмеженим часом життя, але розміщену в глобальному просторі назв. Це дозволяє бачити цю змінну в будь-якій функції, викликаній із цього блоку. Для створення локальних змінних використовуйте оператор my. Щоб зрозуміти, як це працює розглянемо такий код:
```
$a
 
=
 
1
;

sub
 
f
()

{

  
local
 
$a
;

  
$a
 
=
 
2
;

  
g
();

}

sub
 
g
()

{

  
print
 
"$a\n"
;

}

g
();

f
();

g
();

```

Результат:
```
1
2
1
```

Як бачимо, назва глобальної змінної $a, пр вході у функцію f() починає вказувати на нову тимчасову змінну, створену у функції, але при виході з f() глобальне значення відновлюється. Якщо в цьому випадку замість local використоати my, було б тричі виведено 1, оскільки в цьому випадку змінна $a дійсно була б локальною для функції f() і не видимою з g().
З цієї причини багато хто вважає, що оператор local повинен мати іншу назву, наприклад save.

## Локальні змінні в Ruby
Мова програмування Ruby також натхненна Perl, але в ній позначення простіші: назві глобальної змінної має передувати знак $, наприклад, $variable_name, тоді як локальна змінна просто не має знака $ перед назвою, наприклад, variable_name (у Perl усі скалярні значення мають спереду $).

## Приклад використання локальних змінних мовою С
```
#include
 
<stdio.h>

int
 
a
 
=
 
0
;
 
// глобальна змінна

int
 
main
()

{

  
printf
(
"%d"
,
 
a
);
 
// буде виведено число 0

  
{

    
int
 
a
 
=
 
1
;
 
// оголошено локальну змінну а, глобальна змінна a не видима

    
printf
(
"%d"
,
 
a
);
 
// буде виведено число 1

    
{

     
int
 
a
 
=
 
2
;
 
// ще локальна змінна в блоці, глобальна змінна a не видима, не видима й попередня локальна змінна

     
printf
(
"%d"
,
 
a
);
 
// буде виведено число 2

    
}

  
}

}

```

Видасть:
```
012
```